# Мацегора Євген Олександрович
Євген Олександрович Мацегора (10 квітня 1928 — 6 лютого 1991, місто Краматорськ Донецької області) — український радянський партійний діяч, генеральний директор «Новокраматорського машинобудівного заводу». Депутат Верховної Ради УРСР 10—11-го скликань. Член Ревізійної комісії КПУ в 1976—1981 р. Кандидат у члени ЦК КПУ в лютому 1981 — жовтні 1982 р. Член ЦК КПУ в жовтні 1982 — червні 1990 р.

## Біографія
У 1930 році переїхав з родиною в місто Краматорськ. Закінчив Краматорський машинобудівний технікум Сталінської області.
У 1948—1969 роках — помічник майстра інструментального цеху, майстер, начальник дільниці, начальник цеху, головний технолог Новокраматорського машинобудівного заводу імені Леніна.
Член КПРС з 1955 року.
Закінчив Краматорський індустріальний інститут.
У 1969—1973 роках — секретар партійного комітету Новокраматорського машинобудівного заводу імені Леніна.
У 1973—1977 роках — 1-й секретар Краматорського міського комітету КПУ Донецької області.
У 1977—1988 роках — генеральний директор виробничого об'єднання «Новокраматорський машинобудівний завод» Донецької області.
3 1988 року — на пенсії в місті Краматорську Донецької області.

## Нагороди
- орден Жовтневої Революції
- орден Трудового Червоного Прапора
- лауреат Державної премії СРСР (1985)
- медалі
- Почесний працівник міністерства важкого машинобудування СРСР